# Gunnar Strømvad
Gunnar Halvor Strømvad (født 12. maj 1908 i Odense, død 6. december 1972 i Sundby) var en dansk skuespiller.
Han var født i Odense og blev elev hos Eyvind Johan-Svendsen og Otto Lagoni.
Han gennemgik Det kongelige Teaters elevskole.
En hel del film-indspilninger, men også meget anvendt i radioen.

## Filmografi
- Jens Langkniv – 1940
- Natekspressen (P. 903) – 1942
- For frihed og ret – 1949
- Nålen – 1951
- Karen, Maren og Mette – 1954
- Jan går til filmen – 1954
- Pigen i søgelyset – 1959
- Vi er allesammen tossede – 1959
- Skibet er ladet med – 1960
- Tro, håb og trolddom – 1960
- Den sidste vinter – 1960
- Sorte Shara – 1961
- Den kære familie – 1962
- Det tossede paradis – 1962
- Støv for alle pengene – 1963
- Bussen – 1963
- Pigen og pressefotografen – 1963
- Døden kommer til middag – 1964
- Don Olsen kommer til byen – 1964
- Tine – 1964
- Slå først, Frede – 1965
- Krybskytterne på Næsbygaard – 1966
- Slap af, Frede – 1966
- Olsen-banden – 1968
- Klabautermanden – 1969
- Ta' lidt solskin – 1969
- Stine og drengene – 1969
- Farlig sommer – 1969
- Rend mig i revolutionen – 1970
- Den forsvundne fuldmægtig – 1971
- Olsen-banden i Jylland – 1971
- Ballade på Christianshavn' – 1971